# Bataille de Machecoul (1794)
Pour les articles homonymes, voir Bataille de Machecoul.
Guerre de Vendée
Batailles
La cinquième bataille de Machecoul a lieu les 2 et 3 janvier 1794 lors de la guerre de Vendée. Elle se termine par la victoire des républicains qui reprennent la ville aux Vendéens, puis repoussent une contre-attaque de ces derniers.

## Prélude
Le 31 décembre 1793, les Vendéens de Charette profitent du départ de la colonne de l'adjudant-général s'emparer de la ville de Machecoul,. Charette attend ensuite pendant une journée la venue de La Cathelinière et de ses hommes en renfort, mais ceux-ci ne font pas leur apparition. En revanche, les républicains lancent une contre-attaque le 2 janvier 1794 pour reprendre la ville. 

## Forces en présence
Les républicains attaquent avec deux colonnes commandées par l'adjudant-général Carpantier, revenu de Challans, le chef de brigade Roland et le représentant en mission Laignelot,. Ils alignent environ un millier d'hommes selon l'historien Lionel Dumarcet. Carpantier affirme pour sa part dans une lettre adressée le 7 janvier au général Dutruy avoir alors entre 1 400 et 1 500 hommes sous ses ordres avec trois canons.
Du côté des Vendéens, Dumarcet évoque 6 000 à 7 000 combattants et les mémoires anonymes d'un administrateur militaire, 8 000. Le royaliste Le Bouvier-Desmortiers chiffre quant à lui les forces de Charette à 1 100 hommes lors de la prise de Machecoul le 31 décembre, tandis que l'officier Pierre-Suzanne Lucas de La Championnière affirme dans ses mémoires que les Vendéens ne sont plus que 800 à 900 le 3 janvier.

## Déroulement
Le 2 janvier,, les Vendéens se rangent en bataille sur la route de Challans, au sud de Machecoul, mais ils paniquent dès le début de l'action et se débandent. 
Charette rallie une partie de ses troupes à Saint-Philbert-de-Grand-Lieu et tente une contre-attaque le lendemain. Il s'empare d'un avant-poste, mais il est rapidement repoussé par les républicains. Les fuyards sont sabrés par les hussards jusqu'au ruisseau de la Marne. La cavalerie vendéenne, menée par Prudent de La Robrie, parvient cependant à couvrir la retraite de la plus grande partie de l'armée. Les Vendéens se replient sur La Copechagnière.